# Achém Tamiangue
Achém Tamiangue (em indonésio: Aceh Tamiang) é uma kabupaten (regência) da província de Achém, na Indonésia. A capital é a cidade de Karang Baru.